# ジョアン・パレデス
ジョアン・ディオゴ・マルケス・パレデス（João Diogo Marques Paredes 、1996年1月1日 - ）は、ポルトガル・フィゲイラ・ダ・フォス出身のプロサッカー選手。マフラ所属。ポジションは、フォワード。